# Askeby
Askeby är en tätort i Linköpings kommun och kyrkby i Askeby socken, Östergötland. Askeby ligger 14 km öster om Linköping.

## Historik

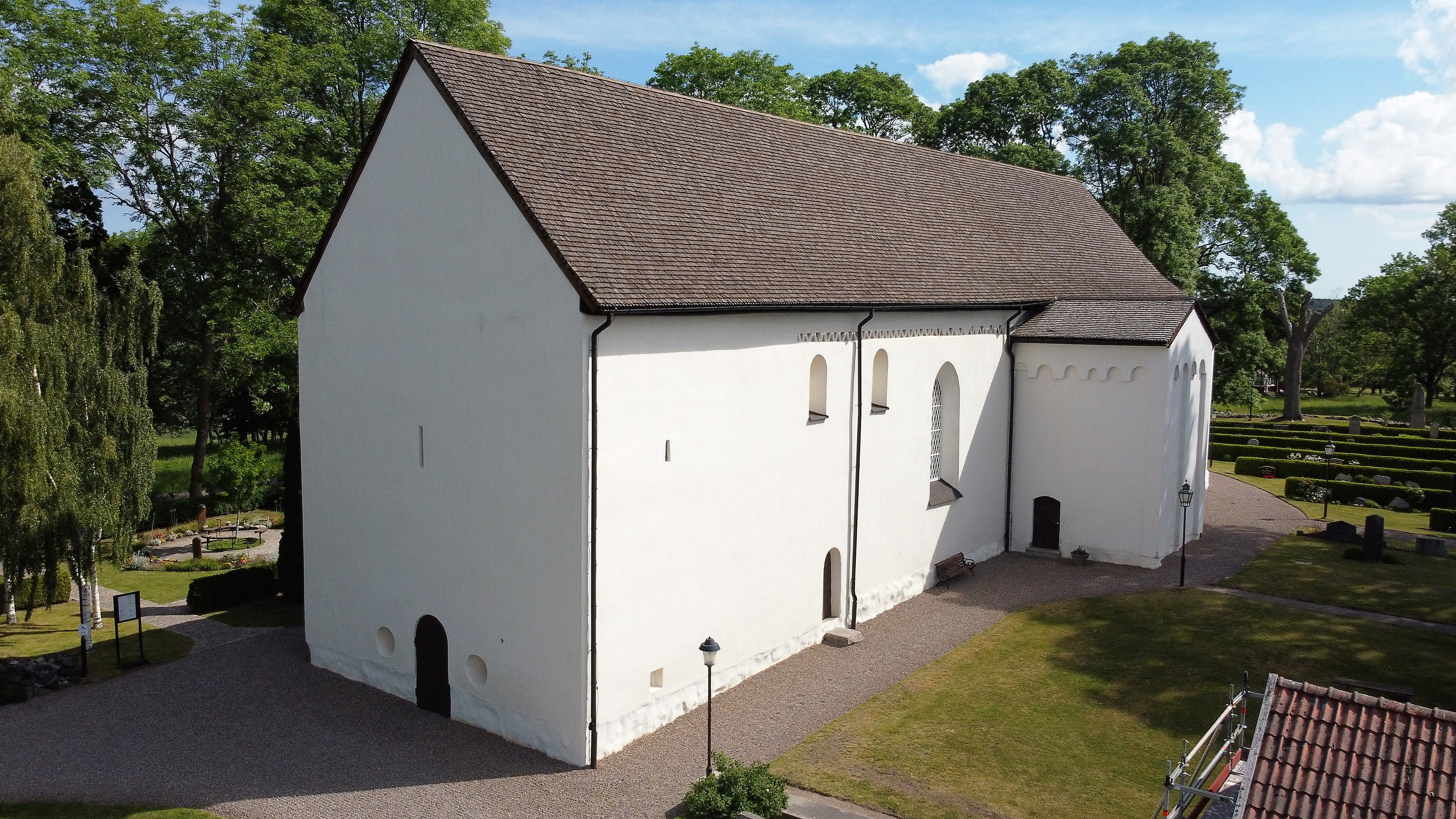
Askeby kyrka.

Under medeltiden låg här Askeby kloster som var ett dotterkloster till Vreta kloster. På gräsplanen utanför Askeby kyrka syns rester av klostrets murar.

### Befolkningsutveckling
| Befolkningsutvecklingen i Askeby 1960–2020 | Befolkningsutvecklingen i Askeby 1960–2020 | Befolkningsutvecklingen i Askeby 1960–2020 | Befolkningsutvecklingen i Askeby 1960–2020 | Befolkningsutvecklingen i Askeby 1960–2020 |
| ------------------------------------------ | ------------------------------------------ | ------------------------------------------ | ------------------------------------------ | ------------------------------------------ |
|                                            |                                            |                                            |                                            |                                            |
| År                                         |                                            |                                            | Folkmängd                                  | Areal (ha)                                 |
| 1960                                       | 1960                                       |                                            | 219                                        |                                            |
| 1965                                       | 1965                                       |                                            | 313                                        |                                            |
| 1970                                       | 1970                                       |                                            | 291                                        |                                            |
| 1975                                       | 1975                                       |                                            | 346                                        |                                            |
| 1980                                       | 1980                                       |                                            | 392                                        |                                            |
| 1990                                       | 1990                                       |                                            | 435                                        | 44                                         |
| 1995                                       | 1995                                       |                                            | 402                                        | 44                                         |
| 2000                                       | 2000                                       |                                            | 415                                        | 44                                         |
| 2005                                       | 2005                                       |                                            | 452                                        | 48                                         |
| 2010                                       | 2010                                       |                                            | 518                                        | 49                                         |
| 2015                                       | 2015                                       |                                            | 503                                        | 57                                         |
| 2020                                       | 2020                                       |                                            | 499                                        | 58                                         |
|                                            |                                            |                                            |                                            |                                            |

## Näringsliv
Samhället saknar egen industri och pendling sker främst till Linköping. Centralt i Askeby finns sedan våren 2020 en mindre obemannad butik.

## Utbildning

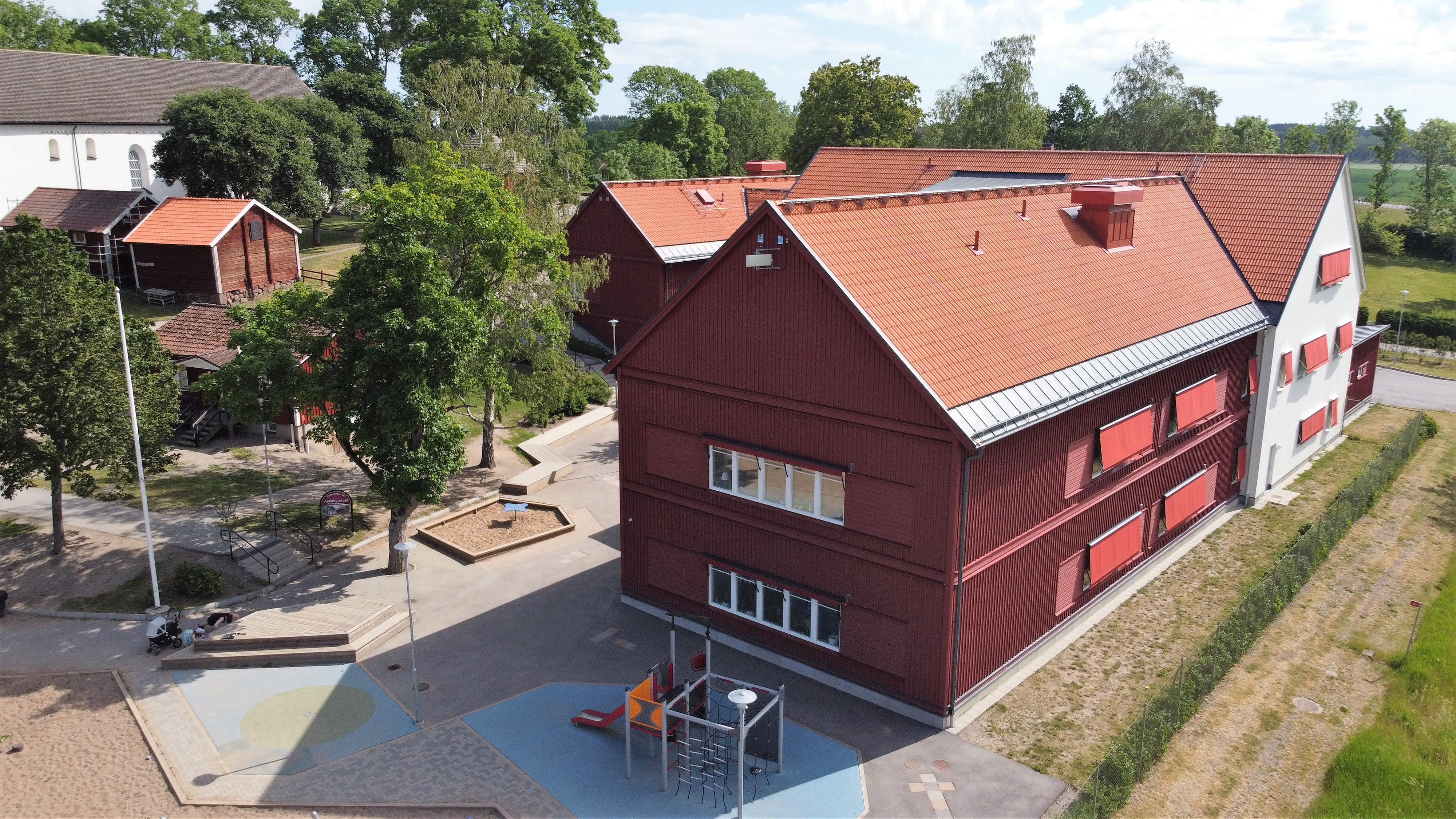
Nya skolbyggnaden i Askeby (Invigd 2016).

I Askeby skola bedrivs undervisning för klass F till 6. Barn från Askeby och Örtomta går i klass F till 6 i Askeby, de från Bankekind och Vårdsberg går klass F till 3 i Bankekind, klass 4 till 6 i Askeby och därefter går samtliga vanligtvis klass 7 till 9 i Linghem.

## Föreningar
I Askeby finns flera aktiva organisationer.
- Svenska kyrkan - Åkerbo församling
- Askeby Hembygdsförening
- Elimförsamlingen Askeby/Örtomta
- Missionsförsamlingen (Askeby Missionsförsamling)
- Örtomta GoIS (Örtomta gymnastik och idrottssällskap)